# Tanadak Island (Rat Islands)
Tanadak Island ist eine unbewohnte Insel der Rat Islands, die zu den Aleuten 
gehören. 
Die Insel liegt etwa 5 km östlich von Little Kiska Island und 12 km östlich von Kiska Island entfernt.
1852 wurde das Eiland erstmals von Michail Tebenkow in den Seekarten verzeichnet. Der aleutische Name Tanadak deutet auf eine Verwendung des Eilands als Begräbnisstätte hin.